# MAB Schkeuditz
Der Maschinen- und Apparatebau Schkeuditz (MAB) war der größte Betrieb des VEB Kombinat Luft- und Kältetechnik (ILKA) in der DDR und mit 3.500 Mitarbeitern größter Arbeitgeber der Stadt Schkeuditz.

## Geschichte
Nach dem Ende des Zweiten Weltkriegs 1945 schlossen sich die Firmen Siebel Flugzeugwerke GmbH Werk III Schkeuditz und die Deutsche Lufthansa AG Berlin Überholungswerkstätten Schkeuditz zur Hansa Werkstätten GmbH zusammen. Produziert wurde für den sowjetischen Militärflugzeugbau. Zum 18. Dezember 1945 wurde das Unternehmen unter Zwangsverwaltung gestellt. Ab 1. Juli 1946 firmierte es als Hauptverwaltung Nordmeerweg beim Ministerrat der UdSSR, Flugzeugreparatur-Werkstatt Schkeuditz. Der Betrieb wurde auf der Grundlage des Befehls Nr. 360 der SMAD der Regierung Sachsen-Anhalts unterstellt und den Industriewerken Sachsen-Anhalt eingegliedert. Bis zur Rückgabe des Werkes in deutsche Verwaltung wurden unter sowjetischer Verwaltung Siebel- und Focke-Wulf-Flugzeuge und sowjetische Militärflugzeuge gewartet, repariert und später auch für den zivilen Einsatz umgebaut.
Zum 13. Mai 1947 wurde das Unternehmen verstaatlicht und firmierte als Maschinen- und Apparatebau Schkeuditz. Er wurde mit der Entwicklung und dem Bau von Anlagen für die Luft- und Kältetechnik beauftragt. Hergestellt wurden Kühlschränke, Kompressoren und Kühlanlagen. Die konstruktive Ausführung der Gewerbekühlschränke war durch Holzrahmen und Fliesenauskleidung gekennzeichnet. In Kooperation mit VEB Kühlautomat Berlin wurden Gestelle für Kühltruhen gefertigt. Im Juni 1961 wurde MAB der VVB Chemie- und Klimaanlagen unterstellt, aus der später die VVB Luft- und Kältetechnik herausgelöst wurde. 1970 entstand daraus der Volkseigene Betrieb Kombinat Luft- und Kältetechnik Dresden. Alle Produkte wurden für den DDR-Markt entwickelt, der Hauptabsatz verschob sich im Folgenden immer mehr Richtung Sowjetunion und Länder des Rats für gegenseitige Wirtschaftshilfe (RGW). Die Produktion wurde fokussiert auf:
- Kältemittelverdichter und Verdichtersätze im Hubvolumenbereich von 10 bis 112 m3/h,
- Kältesätze für Maschinenkühlwagen und Klimageräte für Reisezugwagen sowie
- Klimageräte für Klimatruhen, als Klimaschränke und zeitweise auch als Kastenklimageräte.

1965 gelang die Entwicklung der Stirnkurbelverdichterbaureihe für das Kältemittel R12 von 10 bis 28 m3/h welche sich durch ihr Leichtmetallgehäuse als leichteste Verdichter dieser Baugröße weltweit auszeichneten. 1970 erreichten die Absatzzahlen einige Tausend und die Entwicklung für das Kältemittel R22 begann. Dabei steigt die Zahl der Beschäftigten auf 2.500, der Umsatz erreichte 200 Mio. Mark. Ab 1982 wurden Kranklimageräte entwickelt und in kleinen Stückzahlen für den DDR-Bedarf gefertigt. 1989 hatte der Betrieb 3.500 Beschäftigte und erreichte 465 Mio. Mark Umsatz.
Nach der deutschen Wiedervereinigung 1990 wurde der VEB MAB abgewickelt und der Betrieb als Maschinen- und Apparatebau Schkeuditz privatisiert. In der ersten Phase der Privatisierung ab 1991 entstanden etwa 20 Firmen auf dem Gelände und aus Teilen der MAB, unter anderem:
- Bitzer Kühlmaschinenbau Schkeuditz GmbH (ehemaliger Bereich Bereichs Verdichter und Verdichtersätze) als Tochter der Bitzer Kühlmaschinenbau GmbH Sindelfingen.
- Niederlassung der Hagenuk Fahrzeugklima GmbH (ehemaliger Bereich Erzeugnisse für den Schienenfahrzeugbau), ab 1995 Faiveley Transport Leipzig
- Aloys Bockholt Schkeuditz GmbH (ehemaliger Fertigungsmittelbau) jetzt ABS Schkeuditz GmbH.
- Schkeuditzer Metallveredlungs GmbH (ehemalige Galvanik).

Das Verwaltungsgebäude wurde von der Preussag-Firma Noell gekauft. Das ehemalige MAB-Gelände erhielt den Namen Industriegebiet Schkeuditz-Nord. 2001 waren dort etwa 1.500 Mitarbeiter beschäftigt. Davon über 400 Mitarbeiter allein bei der Firma Bitzer, welche auf über 700 Mitarbeiter im Jahr 2013 wuchs.